# Elena Rosell
Pour les articles homonymes, voir Rosell.
Pas d'image ? Cliquez ici
Elena Rosell (née le 30 avril 1986 à Valence) est une pilote de vitesse moto espagnole.

## Résultats

### Par saison
| Saison | Catégorie | Moto     | Course | Victoire | Podium | Pôle | Record du tour | Points | Classement final |
| ------ | --------- | -------- | ------ | -------- | ------ | ---- | -------------- | ------ | ---------------- |
| 2011   | Moto2     | Suter    | 2      | 0        | 0      | 0    | 0              | 0      | NC               |
| 2012   | Moto2     | Moriwaki | 8      | 0        | 0      | 0    | 0              | 0*     | NC*              |
| Total  |           |          | 10     | 0        | 0      | 0    | 0              | 0      |                  |

- * Saison en cours.

### Courses par année
(Les courses en italiques indique le record du tour)
| Année | Catégorie | Moto     | 1      | 2       | 3      | 4       | 5      | 6      | 7       | 8       | 9   | 10  | 11  | 12  | 13     | 14  | 15  | 16  | 17     | classement final | Points |
| ----- | --------- | -------- | ------ | ------- | ------ | ------- | ------ | ------ | ------- | ------- | --- | --- | --- | --- | ------ | --- | --- | --- | ------ | ---------------- | ------ |
| 2011  | Moto2     | Suter    | QAT    | SPA     | POR    | FRA     | CAT    | GBR    | NED DNQ | ITA     | GER | CZE | IND | RSM | ARA 33 | JPN | AUS | MAL | VAL 25 | NC               | 0      |
| 2012  | Moto2     | Moriwaki | QAT 29 | SPA Ret | POR 26 | FRA Ret | CAT 26 | GBR 31 | NED 25  | GER Ret | ITA | IND | CZE | RSM | ARA    | JPN | MAL | AUS | VAL    | NC*              | 0*     |

- * Saison en cours.